# 小林光二
小林 光二（こばやし こうじ、1957年8月27日 - ）は、日本の元プロボクサー、地方公務員。東京都葛飾区出身。角海老宝石ボクシングジム所属。元WBC世界フライ級王者。元リングマガジン世界フライ級王座
。二松學舍大学附属高等学校卒業。

## 人物
全日本新人王戦では後のスーパーフライ級世界王者、渡辺二郎に1回KO負けを喫するものの、その後は連勝を重ね、世界初挑戦で2回KO勝ちし王座獲得に成功。しかし、初防衛戦では2回KO負けで王座陥落し、当時のWBC世界フライ級王座に関するジンクス『初防衛戦で王座陥落』を破ることはできなかった。
子供の頃は体育を大の苦手にしており、ボクシングを始めるまで腕相撲で女の子に負ける程の非力な青年だった。元々デザイナー志望で、ボクシングは健康維持のために始めた。

## 戦績
1978年12月12日、プロデビュー（3回KO勝ち）。
1979年12月23日、東日本フライ級新人王。全日本同級新人王決定戦への出場権を獲得。
1980年2月21日、全日本フライ級新人王決定戦に出場。後のWBA・WBC世界スーパーフライ級王者渡辺二郎と対戦するが、初回KO負け。プロ初黒星を喫した。
1984年1月18日、25戦目で世界初挑戦。後楽園ホールでWBC世界フライ級王者フランク・セデニョ（フィリピン）に挑む。2回に4度のダウンを奪うKO勝ち。世界王座奪取に成功した。
1984年4月9日、初防衛戦。後楽園ホールでランキング1位の指名挑戦者ガブリエル・ベルナル（メキシコ）と対戦するも、2回に2度のダウンを奪われてのKO負け。3ヵ月足らずで世界王座から陥落した。当時、WBCフライ級は前王者セデニョまで5人が続けて初防衛戦で王座から陥落しており、小林もそのジンクスを覆すことが出来なかった。その後、ノンタイトル10回戦を3度行い、全て判定勝ち。
1985年3月5日、日本スーパーフライ級王者勝間和雄とノンタイトル12回戦を行ったが、圧倒的有利の予想に反し、最終・12回TKO負け。同年8月27日には内田好之とのノンタイトル10回戦に7回KO負けし、この試合を最後に現役引退。

## 獲得タイトル
- WBC世界フライ級王座（防衛0度）
- リングマガジン世界フライ級王座